# Sangeang
Ne doit pas être confondu avec Sangiang.
L'île de Sangeang fait partie des Petites îles de la Sonde. Elle est située au nord-est de Sumbawa. L'île a une superficie de 153 km².
L'île correspond au Sangeang Api, l'un des volcans les plus actifs des Petites Îles de la Sonde. Constitué de deux cônes, le Doro Api, qui culmine à 1 949 mètres, et le Doro Mantoi, il est entré en éruption en 1988, obligeant à l'évacuation des habitants.

## Histoire
Le premier document mentionnant le volcan Sang Hyang Api date du royaume de Majapahit au XIVe siècle. Il s'agit du récit Nagarakretagama. L'île apparaît également dans le premier chapitre du roman The Long Journey de Johannes V. Jensen.